# Lanciné Condé
Pour les articles homonymes, voir Condé.
Lanciné Condé, est un homme politique guinéen.
Il est ministre du Budget au sein du gouvernement dirigé par Bernard Goumou du 20 août 2022 au 19 Février 2024.
Le 11 novembre 2024, il est nommé directeur général de la Société nationale des pétroles de Guinée.

## Parcours professionnel
Avant d'être ministre, il était conseiller spécial de l’agence de développement allemande, la GIZ, auprès de la CEDEAO.
Il est nommé par décret le 29 octobre ministre de l'Économie, des Finances et du Plan.
Le 20 août 2022, il est nommé ministre du Budget en remplacement de Moussa Cissé.
Le 19 février 2024, le gouvernement Bernard Goumou dont il est membre est dissout par le Comité national du rassemblement pour le développement (CNRD).
Le 11 novembre 2024, il est nommé directeur général de la Société nationale des pétroles de Guinée en remplacement de Moussa Cissé.